# Diodotos (Gemmenschneider)
Diodotos (altgriechisch Διόδοτος) war ein griechischer Gemmenschneider in der 2. Hälfte des 1. Jahrhunderts v. Chr. in Rom tätig. Von seinen Arbeiten ist heute noch ein signierter dreilagiger Sardonyx-Kameo mit dem „Kopf der Gorgo Medusa“ erhalten.